# 维森塔尔
维森塔尔（德語：Wiesenttal，發音：[ˈviːzɛntˌtaːl]，意为“維森特河谷”）是德国巴伐利亚州上弗兰肯行政区福希海姆县的市镇，面积45.89平方千米，2023年12月31日人口为2,620人。